# Норовце
Норовце (слч. Norovce) насељено је мјесто са административним статусом сеоске општине (слч. obec) у округу Топољчани, у Њитранском крају, Словачка Република.

## Становништво
| Година:    | 1994. | 2004.   | 2014.   | 2024.   |
| ---------- | ----- | ------- | ------- | ------- |
| Број људи: | 365   | 332     | 321     | 314     |
| Разлика:   |       | -9,04 % | -3,31 % | -2,18 % |

| Година:    | 2023. | 2024.   |
| ---------- | ----- | ------- |
| Број људи: | 323   | 314     |
| Разлика:   |       | -2,78 % |

Према подацима о броју становника из 2011. године насеље је имало 324 становника.